# NGC 4439
NGC 4439 is een open sterrenhoop in het sterrenbeeld Zuiderkruis. Het hemelobject werd op 30 april 1826 ontdekt door de Schotse astronoom James Dunlop.

## Synoniemen
- OCL 884
- ESO 131-SC6